# Policía tribal india
La policía tribal india son agentes de policía contratados por tribus nativas americanas. La agencia de policía tribal más grande es el Departamento de Policía de la Nación Navajo y la segunda más grande es el Servicio de Alguaciles de la Nación Cherokee.

## Historia
A principios del 1800 la Nación Cherokee estableció "empresas reguladoras" con reguladores designados para combatir el robo de caballos y otros delitos. El 18 de noviembre de 1844 la Nación Cherokee creó la primera compañía, una unidad de policías tribales montados a caballo conocida como Lighthorsemen. En 1820 se estableció el Choctaw Lighthorse. Las tribus Creek y Seminole también crearon compañías Lighthorse antes de que las "Cinco Tribus Civilizadas" perdieran sus tierras en el siglo XIX.
En 1869, un agente indio de Estados Unidos para las tribus Sac y Fox y para las tribus de Iowa nombró a indios americanos como policías. Este es el primer registro de una fuerza policial india patrocinada por el gobierno federal y fue la primera agencia de policía india. La agencia de policía india se encargaba de hacer cumplir las leyes federales, los reglamentos de los tratados y la ley y el orden en las tierras de la agencia india. En aquel entonces, muy pocas tribus tenían un gobierno tribal y, por lo tanto, no tenían leyes tribales ni agencias de policía, por lo que los agentes indios y sus oficiales a menudo eran la única forma de organización que más se asemejaba a una fuerza del orden encargada de hacer cumplir la ley en territorios indios.

## Descripción
Históricamente, la policía tribal tenía diversas denominaciones diferentes como: sheriffs, agentes, reguladores o policía montada, y hoy en día trabajan en estrecha colaboración con las agencias policiales locales, estatales y federales.